# نخر دهني

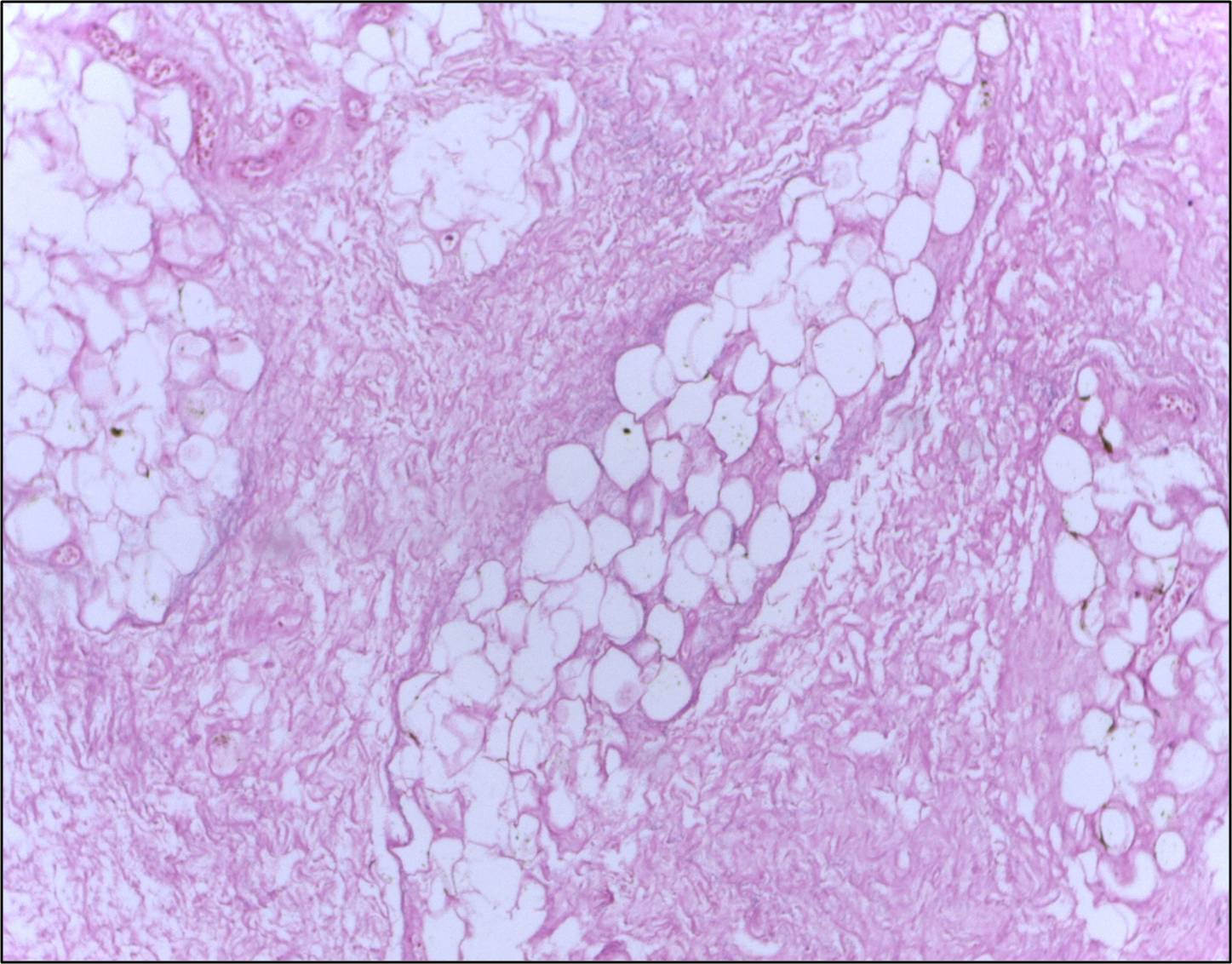
صورة مجهرية لنسيج ثدي مصاب بالنخر الدهني بصبغة الهيماتوكسيلين والأيوزين

النخر الدهني هو أحد أشكال النخر يتميز بالتأثير على الدهون بواسطة الإنزيمات الهضمية.
في النخر الدهني يطلق الإنزيم ليباز أحماضًا دهنية من ثلاثيات الغليسريد. تتحد بعد ذلك الأحماض الدهنية مع الكالسيوم لتشكل صوابين. وتظهر هذه الصوابين كترسيبات طباشيرية بيضاء. وعادة ما يرتبط النخر الدهني بـصدمة البنكرياس أو التهاب البنكرياس الحاد. ويمكن أن يحدث في الثدي أيضًا، والغدد اللعابية والأطفال حديثي الولادة بعد الولادة المؤلمة.